# Baltic (transatlantico 1871)
SS Baltic fu un transatlantico britannico commissionato nel 1871 dalla White Star Line. Appartenente alla classe Oceanic, fu costruito nei cantieri Harland & Wolff di Belfast inizialmente col nome di Pacific, nome successivamente modificato. Per le navi dell'epoca era una delle più lussuose mai costruite.
Ha stabilito un record di velocità, essendo il primo transatlantico a superare i 15 nodi. Attorno al 1881 fu prestato alcune volte alla Inman Line, che era in difficoltà economiche.
Nel 1888, mentre la White Star Line si preparava a mettere in servizio il Teutonic, il Baltic, divenuto inutile, fu quindi venduto alla Holland America Line che lo ribattezzò Veendam. Affondò il 6 febbraio 1898 dopo aver colpito un relitto. Non ci furono vittime.

## Storia

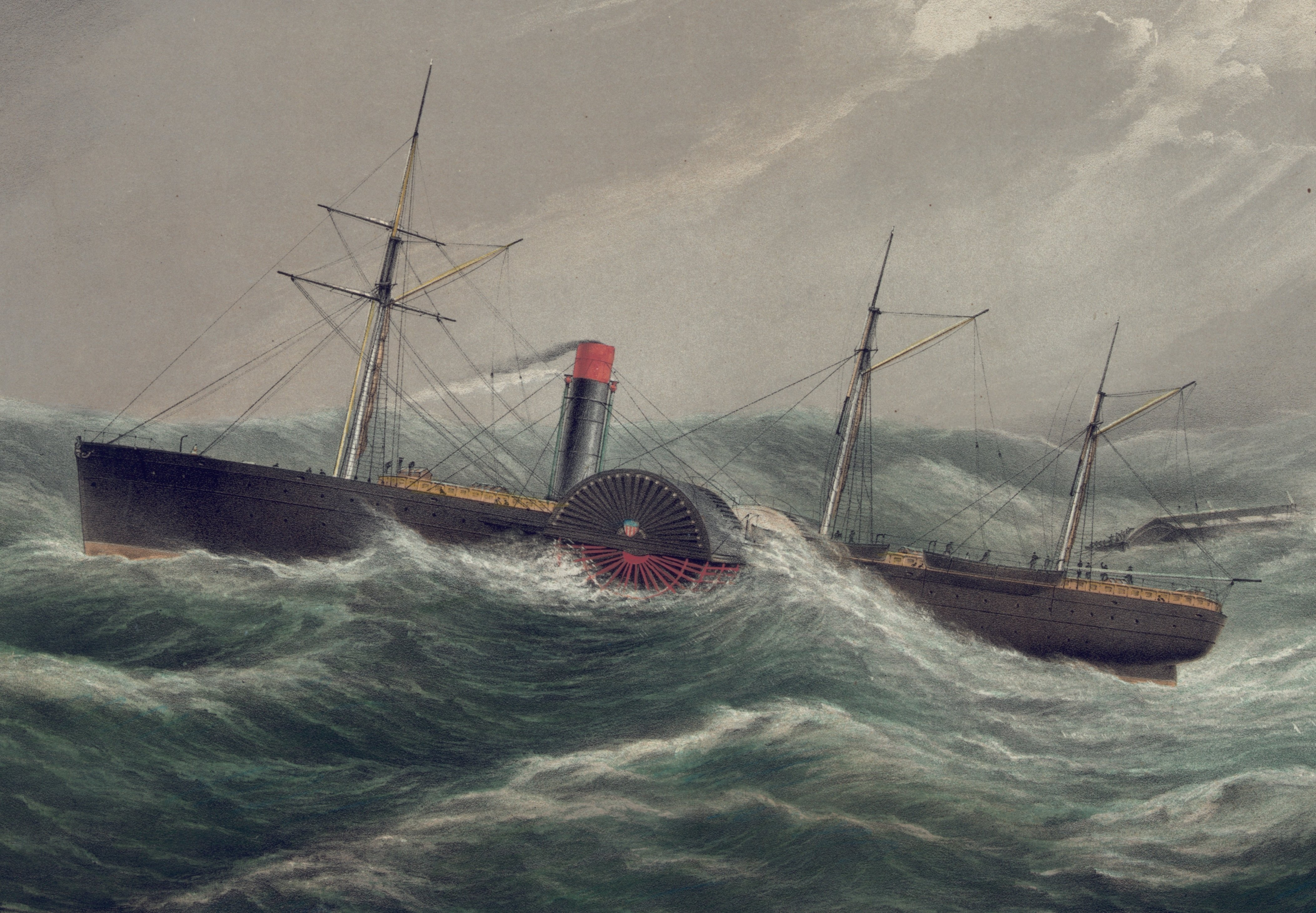
USM Pacific (1849), tragicamente affondata nel 1856

Il Baltic fu una delle prime navi dalla White Star Line da quando Thomas Ismay la acquistò nel 1867. Fa parte di una serie di quattro navi chiamata classe Oceanic. Il suo varo avvenne l'8 marzo 1871, sotto il nome di Pacific. Pacific era anche il nome di un transatlantico della Collins Line, famoso per il suo naufragio nel 1856. Per la paura delle superstizioni e della cattiva pubblicità, la White Star decise di cambiare il nome della nave in Baltic.

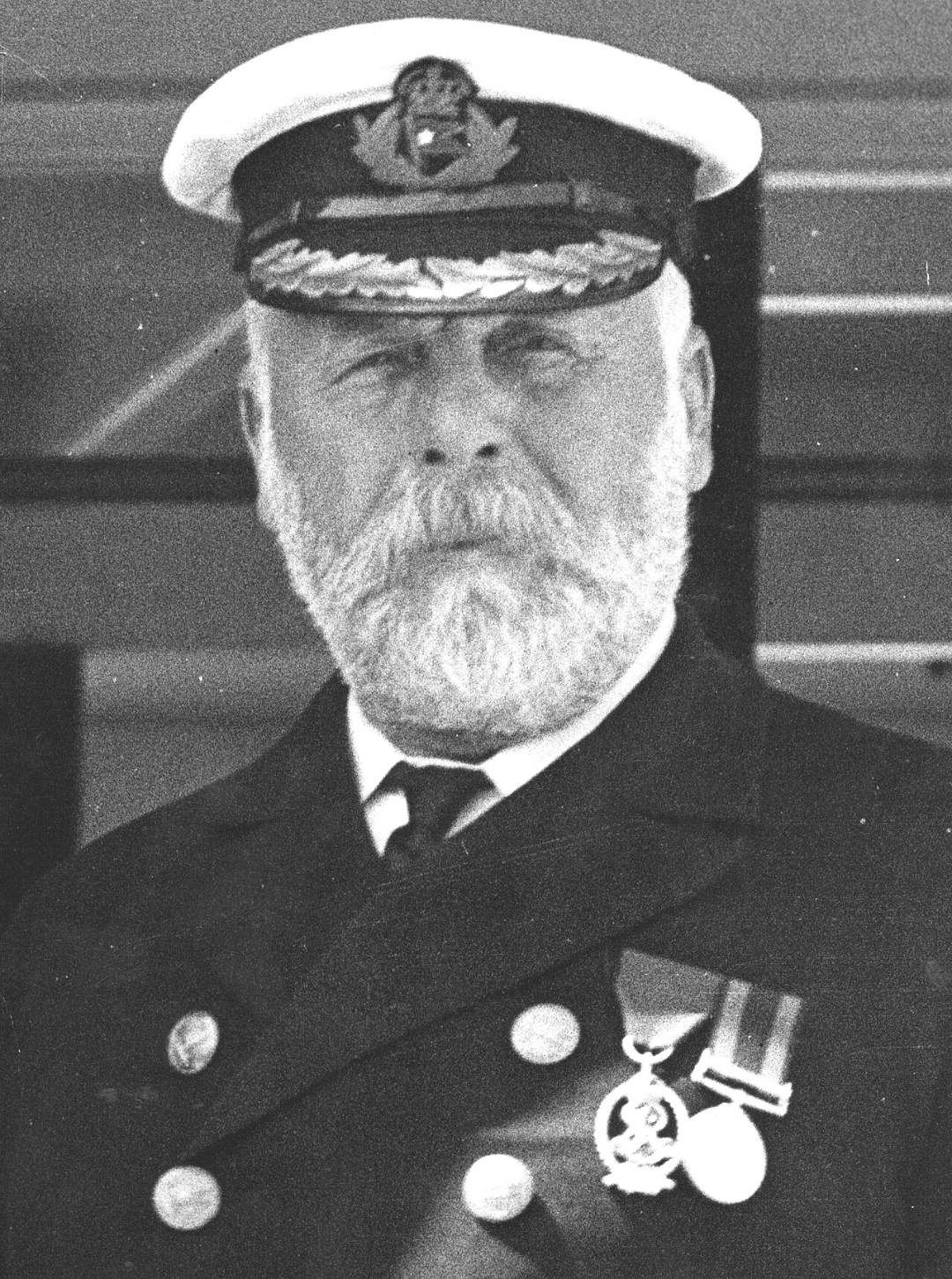
Edward J. Smith, uno dei comandanti del Baltic.

Il transatlantico fece la sua traversata inaugurale tra Liverpool e New York il 14 settembre 1871.
Dopo poco più di un anno di servizio, nel gennaio 1873, il Baltic stabilì un record di velocità, attraversando l'Atlantico in 7 giorni, 20 ore e 9 minuti ad una velocità media di 15,1 nodi, battendo così la compagnia rivale Inman Line, precedente possessore del record. Il transatlantico, essendo il primo a superare i 15 nodi, attirò una grande attenzione mediatica. La "vita" della nave continuò senza incidenti significativi, ad eccezione di un piccolo incendio avvenuto il 23 novembre 1874, causato dalla caduta di una lampada a olio. L'anno seguente, il 18 novembre 1875, il Baltic andò in soccorso alla nave naufragante Oriental, salvando il suo equipaggio. Negli anni successivi non ci furono grandi incidenti.

### Anni finali e naufragio
Nel 1883 la Inman Line noleggiò il Baltic poiché le proprie navi erano in riparazione. Due anni dopo la Inman Line fu costretta a noleggiare nuovamente il Baltic, per non interrompere il proprio servizio transatlantico.
Nel 1888, tornando nuovamente alla White Star Line, il Baltic fu una delle prime navi comandate da Edward Smith, che in seguito divenne famoso per essere stato il comandante del Titanic.
Nello stesso anno, la White Star si stava organizzando per costruire il Teutonic, quindi decise di vendere il Baltic, ormai vecchio, alla Holland America Line per £ 32 000. Dalla Holland America Line fu ribattezzato Veendam e utilizzato sulla rotta Rotterdam - Cherbourg - New York. Fece il suo primo viaggio sotto la Holland Line il 3 novembre 1888.

## Caratteristiche
Il Baltic mostra caratteristiche principalmente simili a quelle dell'Oceanic, la prima nave della serie Classe Oceanic. Misura 128,1 m di lunghezza e 12,4 metri di altezza, con una stazza di 3.707 tonnellate lorde. Poteva essere azionato a vela, aveva quattro alberi e un fumaiolo di colore ocra e nero (i colori tipici della White Star). Le sue macchine, costruite a Londra da Maudsley, Sons & Field, erano macchine alternative composte a due cilindri azionanti un'elica. Una volta denominata Veendam, la nave subì una revisione del suo sistema di propulsione e venne dotata di macchine più economiche a tripla espansione, che portarono il suo tonnellaggio a 4.036 tonnellate lorde.
Come l'Oceanic, il Baltic aveva una capacità di 1.000 passeggeri, di cui 166 in prima classe. Le sue installazioni lussuose le hanno fatto prendere l'appellativo, insieme alla gemella Oceanic, di "Yacht imperiale". Innovazione per l'epoca, le sale da pranzo di prima classe non erano più dotate di panche, ma di sedie. Non ci sono altre informazioni precise e specifiche sulle installazioni interne del Baltic. Quando passò alla Holland America Line, il bastimento venne ristrutturato per ospitare 150 passeggeri di prima classe, 60 di seconda e 800 di terza.